# Vadim Borisovič Šavrov
Vadim Borisovič Šavrov (in russo Вадим Борисович Шавров?, Vadim Borisovich Shavrov, 26 ottobre del calendario giuliano; Mosca, 7 novembre 1898 – Mosca, 12 dicembre 1976) è stato un ingegnere aeronautico e storico sovietico, progettista di alcuni modelli di idrovolante, tra i quali lo Sh-2 fu quello di maggior successo, oltre che noto per aver redatto una monografia in due volumi sull'aviazione sovietica, История конструкций самолетов в СССР 1938-1950 гг (Istorija konstrukcij samoletov v SSSR 1938-1950 gg, "Storia della costruzione di aeromobili in Unione Sovietica negli anni 1938-1950").